# Campeonato Pernambucano de Futebol Feminino de 2015
O Campeonato Pernambucano de Futebol Feminino de 2015 (também conhecido como Troféu Maria Bonita 2015), foi a 13.ª edição da principal competição do futebol feminino pernambucano, sendo realizado entre os dias 8 de março — Dia Internacional das Mulheres e 1 de maio.
Para esta edição, a Federação Pernambucana de Futebol lançou a marca "Federação Pernambucana de Futebol 100 anos". Segundo a FPF-PE, "o Centésimo Campeonato Pernambucano marca o tempo de existência do Campeonato Pernambucano com este nome chamado de Campeonato Estadual de Clubes pela antiga Liga Sportiva Pernambucana, ou seja, desde 1915".
O título foi definido com duelo entre Vitória das Tabocas e Náutico, no estádio dos Aflitos. Comandado pela técnica Gleice Falcão, as meninas do timbú não conseguiram superar as tricolores das Tabocas que vinham fortes como favoritas ao título, após um retrospecto de cinco títulos consecutivos na competição. O Vitória faturou seu sexto título seguido e de forma invicta, com sete vitória e apenas um empate. O tricolor, também garantiu vaga para disputar a Copa do Brasil de Futebol Feminino de 2016, torneio realizado entre os dias 24 de agosto e 26 de outubro de 2016.

## Regulamento
A edição de 2015 do estadual feminino, faz parte das comemorações do centenário da Federação Pernambucana de Futebol. A competição teve a participação de 08 equipes divididos em dois grupos. O campeonato foi dividido em três fases distintas, onde a primeira fase seria disputada em um torneio classificatório em jogos só de ida e as fases seguintes, seria disputado em um torneio eliminatório e em jogos únicos. Segundo o Regulamento Especifico da Competição — (REC), os clubes cabeças de chave seriam; Náutico e Vitória, respectivamente.
Na primeira fase – Classificatória: seria disputada pelas 8 (oito) equipes divididas em duas chaves: quatro equipes na chave “A” e quatro equipes na chave “B”, jogando dentro da própria chave no sistema de ida, classificando-se para a 2ª fase, semifinal, as 02 (duas) melhores equipes de cada chave. Já nas fases finais – Semifinais e Final: seria disputada pelas duas melhores equipes de cada chave que jogarão no seguinte formato: 1ºA x 2ºB e 1º B x 2ºA, em jogo só de ida; caso ocorra empate nesta fase, a equipe vencedora será conhecida através das cobranças de tiros livres da marca penal. Já a final, seria disputada pelas duas equipes vencedoras da fase anterior e será decidida em duas partidas, ida e volta. A equipe de melhor campanha, somadas todas as fases anteriores, fará o segundo jogo como mandante.

### Critérios de desempate
Em caso de empate por pontos entre dois clubes, os critérios de desempate foram aplicados na seguinte ordem:
1. Número de vitórias;
2. Saldo de gols;
3. Gols pró (marcados);
4. Confronto direto;
5. Menor número de cartões vermelhos;
6. Menor número de cartões amarelos;
7. Sorteio.

Com relação ao quarto critério (confronto direto), considera-se o resultado dos jogos somados, ou seja, o resultado de 90 minutos. Permanecendo o empate, o desempate se daria pelo maior número de gols marcados no campo do adversário. O quarto critério não seria considerado no caso de empate entre mais de dois clubes na fase classificatória.  A decisão do 3º e 4º lugar será disputada na preliminar da última partida da final, pelas duas equipes perdedoras da fase semifinal e caso termine empatada no tempo regulamentar, será decidida nos tiros livres da marca penal de acordo com os critérios adotados pela International Board.

## Participantes
| Equipe              | Cidade                 | Em 2014  | Estádio (mando)         | Capacidade | Títulos        |
| ------------------- | ---------------------- | -------- | ----------------------- | ---------- | -------------- |
| América-PE          | Recife                 | –        | Ademir Cunha            | 12 000     | 0 (não possui) |
| Barreirense         | Camaragibe             | 6°       | Municipal de Camaragibe | 3 500      | 0 (não possui) |
| Central             | Caruaru                | ND       | Estádio Lacerdão        | 19 548     | 0 (não possui) |
| Codif               | Camaragibe             | 7°       | Municipal de Camaragibe | 3 500      | 0 (não possui) |
| Náutico             | Recife                 | 4°       | Estádio dos Aflitos     | 22 856     | 2 (em 2006)    |
| Pernambuco FC       | Paulista               | ND       | Sesi do Ibura           | —          | 0 (não possui) |
| Revelação           | Não informado          | –        | Municipal de Camaragibe | 3 500      | 0 (não possui) |
| Vitória das Tabocas | Vitória de Santo Antão | 1° lugar | Carneirão               | 10 911     | 5 (em 2014)    |

## Primeira fase
Atualizado em 19 de abril.

## Segunda fase
As equipes que estão na parte superior do confronto possuem o mando de campo no primeiro jogo e em negrito as equipes classificadas.
|  | Semifinais                                | Semifinais                           |   |           | Final                                   | Final |  |
|  |                                           |                                      |   |           |                                         |       |  |
|  | 26 de abril – Estádio dos Aflitos, Recife |                                      |   |           |                                         |       |  |
|  | Náutico                                   | 5                                    |   |           |                                         |       |  |
|  | Revelação                                 | 1                                    |   |           |                                         |       |  |
|  |                                           |                                      |   |           |                                         |       |  |
|  |                                           |                                      |   |           | 1 de maio – Estádio dos Aflitos, Recife |       |  |
|  |                                           |                                      |   |           | Náutico                                 | 1     |  |
|  |                                           | Vitória das Tabocas                  | 5 |           |                                         |       |  |
|  |                                           |                                      |   |           |                                         |       |  |
|  |                                           |                                      |   |           |                                         |       |  |
|  |                                           |                                      |   |           | Terceiro lugar                          |       |  |
|  | 26 de abril – Ademir Cunha, Paulista      | 26 de abril – Ademir Cunha, Paulista |   | 1 de maio | 1 de maio                               |       |  |
|  | América-PE                                | 0                                    |   | Revelação | 2                                       |       |  |
|  | Vitória das Tabocas                       | 10                                   |   |           | América-PE                              | 1     |  |

## Premiação
| Campeonato Pernambucano Feminino de 2015 |
| ---------------------------------------- |
| Vitória das Tabocas Campeão (6° título)  |

## Classificação Geral
A tabela a seguir classifica as equipes de acordo com a fase alcançada e considerando os critérios de desempate, para definir os representantes no nacional.